# Остання людина з Атлантиди
«Остання людина з Атлантиди» — фантастичний пригодницький роман російського радянського письменника-фантаста Олександра Бєляєва . Вперше опубліковано 1925 року в журналі «Всесвітній слідопит». Присвячений долі легендарної Атлантиди.

## Історія
Ідею почерпнуто в паризького «Товариства атлантівських досліджень», матеріал запозичено з книги одного з організаторів товариства, Роже Девіня, «Зниклий материк. Атлантида, шоста частина світу» (1923; фр. L'Atlantide, 6e partie du Monde).
Роман вперше опубліковано 1925 року в журналі «Всесвітній слідопит» (№ 5-8). Окреме видання вийшло 1927 року (М.-Л., «ЗіФ», 1927).

## Сюжет
Роман складається із двох частин. Події першої частини (4 глави), що описує відкриття Атлантиди, відбуваються у наш час. Друга частина (20 розділів) — це рукопис одного з першовідкривачів Атлантиди — професора Ларисона, знайдений після його смерті, де він у вільній формі зображує повсякденне життя Атлантиди та її загибель.

### Як було відкрито Атлантиду
Нью-йоркський фабрикант та біржовик Генрі Соллі переживає інсульт, і лікарі рекомендують йому відійти від справ. Деякий час він займається колекціонуванням, але потім натикається на книгу про Атлантиду. Соллі запалюється ідеєю знайти цю легендарну землю. Він споряджає експедицію, що включає субмарини для дослідження океанського дна. Спочатку експедиція Соллі збуджує величезний суспільний інтерес, проте багаторічні пошуки марні, гроші колишнього фабриканта тануть, як і його мрії про всесвітню славу. Він готовий припинити пошуки, але листи учасника експедиції професора Ларисона знову підігрівають інтерес у світі до таємничої землі, і на допомогу прибуває ціла флотилія, надіслана багатьма країнами світу. Незабаром Атлантиду знаходять.

### Остання людина з Атлантиди
На свято Сонця до царя Атлантиди Гуан-Атагуерагана до його столиці Посейдоніса зібралися гості та царі підкорених земель. Усі вражені багатством, військовою силою та досягненнями атлантів.
На історію безнадійного кохання талановитого придворного художника, раба Адиширни-Гуанча, до царської дочки Сель накладається змова жерців проти царя і назрівання повстання рабів. Тоді ж Атлантида починає зазнавати все частіших підземних поштовхів.
Раби повстають, один із керівників повстання — син жерця Акса-Гуам, закоханий у рабиню Ату. Попри початкові успіхи повстання і захоплення Священного Пагорба, раби не можуть довго протистояти воякам-атлантам, що прибули з навколишніх гарнізонів. Їх переможено та розпорошено, Ата гине.
Однак Верховний жрець оголошує, що Атлантиді загрожує неминуча загибель, і закликає царя помилувати повсталих і негайно розпочати будівництво кораблів для порятунку. На корабельнях із гарячковою поспішністю будують тисячі суден. Атлантиду вражають підземні удари, починається виверження вулкана. Одна з флотилій на чолі з царем йде і сягає африканського берега. Земний катаклізм розколює острів, а океанські води вливаються в розлом і знищують Атлантиду.
Акса-Гуам, лише дивом уцілілий, досягає на кораблі європейського берега, де зустрічається з дикунами і розповідає їм про Золоту добу і пишність Острова Блаженних.

## Персонажі

### Як було відкрито Атлантиду
- Генрі Соллі — нью-йоркський фабрикант і біржовик
- Картер — секретар Соллі
- Мері Рівс — наречена Картера
- Ларисон — професор, ентузіаст пошуків Атлантиди

### Остання людина з Атлантиди
(Рукопис професора Ларисона)
- цар Ашуру (однієї з підвладних Атлантиді держав)
- царівна Сель — дочка царя Атлантиди
- Гу-Шир-Ца — нянька царівни Сель
- Адіширна-Гуанч — раб, придворний художник, скульптор та ювелір
- Гуан-Атагуераган — цар Атлантиди
- Вісник Сонця, Шишен-Ітца, Ельзаїр — жерці
- Ацро-Шану — верховний жрець
- Крицна — молодий жрець, учень Ацро-Шану
- Кунтінашар, Анугуан, Зануцірам, Агушатца, Нугі-Естцак — жерці, члени Верховної Ради[2]
- Келетцу-Ашинацак — брат царя Атлантиди, цар Атцору (невеликої держави, що межувала з Атлантидою)
- Акса-Гуам-Ітца — син Шишена-Ітци
- Цальна — повитуха
- Ле — дівчинка, внучка Цальни
- Гуамф — старий, чоловік Цальни
- Ата — рабиня, сестра Адіширни-Гуанча
- Злий, Кривий — ватажки повсталих рабів